# Rhina (Haunetal)
Rhina ist ein Ortsteil der Marktgemeinde Haunetal im osthessischen Kreis Hersfeld-Rotenburg.

## Geschichte

### Ortsgeschichte
Erste Spuren der Anwesenheit des Menschen stammen aus dem Jungpaläolithikum und der Mittelsteinzeit 10000 bis 6000 v. Chr. Die älteste bekannte schriftliche Erwähnung von Rhina erfolgte unter dem Namen Rinaha im Jahr 1003. Die mittelalterliche Siedlung lag zwar im Bereich des Territoriums der Reichsabtei Fulda, allerdings setzte die buchische Ritterschaft ihre Hoheit über den Ort weitgehend durch. So waren nachweislich seit dem Spätmittelalter die Familien von Trubenbach (heute Trümbach genannt), von Bimbach, von Buchenau und von Haune in Rhina begütert. Auf der Gemarkung finden sich die Bodendenkmalreste der Sinzigburg nahe der B27 östlich Richtung Stoppelberg. Im 15. Jahrhundert gelang es der Landgrafschaft Hessen, Besitztitel in Rhina zu erwerben. Dies führte seit dem Beginn der Reformation zu heftigen Konflikten zwischen Hessen und den ritterschaftlichen Familien um die Rechte im Dorf.
Die Rhinaer Kirche war ursprünglich St. Nikolaus geweiht. Sie wurde um 1529 und 1530 reformiert. Am östlichen Rand des Dorfes befindet sich die Mühle an der Haune, die 1494 zum ersten Mal schriftlich erwähnt wurde. Am westlichen Rand des Dorfes liegt am kleinen Rhina-Bach die Rhinmühle, die bereits 1454 in der schriftlichen Überlieferung auftauchte. Im Reformationszeitalter ist im Dorf auch eine örtlich produzierende Töpferei nachweisbar.
Im Dreißigjährigen Krieg sind erstmals Juden im Dorf schriftlich belegt (1631). Insbesondere seit dem 18. Jahrhundert nahm die jüdische Gemeinde beständig zu. 1782 wurde die erste Synagoge errichtet. 1806 kam der Ort zum Königreich Westphalen. Das benachbarte Wehrda als Sitz der Ritterschaft und Rhina zählten zum Kanton Holzheim. 1814 wurde die Kirche in Rhina neu erbaut. 1821 wurde Rhina dem Kreis Hünfeld in der kurhessischen Provinz Fulda zugeschlagen. 1831 und 1832 wurde die Synagoge umgebaut. 1835 wurden erstmals Kommunalwahlen durchgeführt. 1837 wurde ein eigener jüdischer Friedhof angelegt. Die Einwohner der Dörfer Wehrda, Rhina, Schletzenrod und Wetzlos begehrten in der Revolution von 1848 gegen die adlige Gutsherrschaft von Stein zu Wehrda auf. Im Zuge der Auseinandersetzungen kam es auch zu Angriffen auf Rhinaer Juden. 1862 wurde infolge der starken Zunahme der jüdischen Bevölkerung eine eigene jüdische Volksschule eröffnet. 1902 kam das erste Telefon nach Rhina, und 1912 erhielt der Ort eine Wasserleitung. Bis 1923 war der Ort der einzige in Preußen, in dem die Mehrheit der Bevölkerung jüdisch war. 1933 wurden die jüdischen Mitglieder der Gemeindevertretung auf Anordnung der NSDAP-Kreisleitung und des Landratsamtes zum Rücktritt gezwungen. Ab 1934 kam es zu Übergriffen auf jüdisches Eigentum und auch auf Menschen jüdischen Glaubens. 1935 wurden die Besucher der Synagoge zusammengeschlagen. 1937 ereignete sich eine Unwetterkatastrophe. Am 10. November 1938 wurden die Synagoge und die räumlich integrierte jüdische Schule niedergebrannt. Am 1. März 1939 meldete der Bürgermeister den Ort als „judenfrei“. Wohl 49 Menschen wurden im Zuge von Deportationen in Ghettos und Vernichtungslagern ermordet. Ab 1949 erfolgten Wiedergutmachungsleistungen an überlebende Juden und an die Jewish Restitution Successor Organization (JRSO) in der Amerikanischen Besatzungszone. 1965 wurde auf dem Grundstück der ehemaligen Synagoge das Dorfgemeinschaftshaus eingeweiht.
1966 wurde Rhina durch ein Hochwasser der Haune stark in Mitleidenschaft gezogen.
Im Mai 2003 feierte das Dorf sein 1000-jähriges Bestehen. Zu diesem Ereignis gab es ein Konzert der Band Hoi! Aus Anlass des Jubiläums wurde erstmals auch eine mit wissenschaftlicher Methodik erarbeitete Darstellung der Geschichte des Dorfes im Umfang von 504 Seiten erstellt, die inhaltlich als einen Teil die wohl ausführlichste Erarbeitung der Genese einer bedeutenden ländlichen jüdischen Gemeinde auf nahezu erschöpfender archivalischer Auswertung im deutschen Sprachraum enthält.
Hessische Gebietsreform (1970–1977)
Zum 1. Februar 1971 fusionierten im Zuge Gebietsreform in Hessen die selbständigen Gemeinden Hermannspiegel, Mauers, Neukirchen, Oberstoppel und Rhina freiwillig zur neuen Gemeinde Haunetal im Landkreis Hünfeld. Sitz der Gemeindeverwaltung wurde Neukirchen.
Für Rhina wurde, wie für die übrigen bei der Gebietsreform nach Haunetal eingegliederten Gemeinden, ein Ortsbezirk mit Ortsbeirat und Ortsvorsteher nach der Hessischen Gemeindeordnung gebildet.

### Verwaltungsgeschichte im Überblick
Die folgende Liste zeigt die Staaten und Verwaltungseinheiten, denen Rhina angehört(e):
- vor 1803: Heiliges Römisches Reich, Kondominium zwischen Kurfürstentum Hessen, Amt Hauneck und Gericht Buchenau der Herren von Buchenau
- 1803–1806: Heiliges Römisches Reich, Fürstentum Nassau-Oranien-Fulda, Fürstentum Fulda, Zent Neukirchen
- 1806–1813: Königreich Westphalen, Departement der Werra, Distrikt Hersfeld, Kanton Holzheim
- ab 1815: Kurfürstentum Hessen, Großherzogtum Fulda, Amt Burghaun[10]
- ab 1821/22: Kurfürstentum Hessen, Provinz Fulda, Kreis Hünfeld[11][Anm. 2]
- ab 1848: Kurfürstentum Hessen, Bezirk Fulda
- ab 1851: Kurfürstentum Hessen, Provinz Fulda, Kreis Hünfeld
- ab 1867: Königreich Preußen, Provinz Hessen-Nassau, Regierungsbezirk Kassel, Kreis Hünfeld
- ab 1871: Deutsches Reich,  Königreich Preußen, Provinz Hessen-Nassau, Regierungsbezirk Kassel, Kreis Hünfeld
- ab 1918: Deutsches Reich, Freistaat Preußen, Provinz Hessen-Nassau, Regierungsbezirk Kassel, Kreis Hünfeld
- ab 1944: Deutsches Reich, Freistaat Preußen, Provinz Kurhessen, Landkreis Hünfeld
- ab 1945: Amerikanische Besatzungszone, Groß-Hessen, Regierungsbezirk Kassel, Landkreis Hünfeld
- ab 1946: Amerikanische Besatzungszone, Hessen, Regierungsbezirk Kassel, Landkreis Hünfeld
- ab 1949: Bundesrepublik Deutschland, Hessen, Regierungsbezirk Kassel, Landkreis Hünfeld
- ab 1971: Bundesrepublik Deutschland, Hessen, Regierungsbezirk Kassel, Landkreis Hünfeld, Gemeinde Haunetal[Anm. 3]
- ab 1972: Bundesrepublik Deutschland, Hessen, Regierungsbezirk Kassel, Landkreis Hersfeld-Rotenburg

## Bevölkerung

### Einwohnerstruktur 2011
Nach den Erhebungen des Zensus 2011 lebten am Stichtag, dem 9. Mai 2011, in Rhina 459 Einwohner. Darunter waren 3 (0,7 %) Ausländer.
Nach dem Lebensalter waren 81 Einwohner unter 18 Jahren, 175 zwischen 18 und 49, 111 zwischen 50 und 64 und 90 Einwohner waren älter. Die Einwohner lebten in 192 Haushalten. Davon waren 51 Singlehaushalte, 54 Paare ohne Kinder und 72 Paare mit Kindern, sowie 12 Alleinerziehende und 3 Wohngemeinschaften. In 36 Haushalten lebten ausschließlich Senioren und in 123 Haushaltungen lebten keine Senioren.

### Einwohnerentwicklung
- 1585: 23 Haushaltungen[1]
- 1747: 7 Haushaltungen[1]

| Rhina: Einwohnerzahlen von 1834 bis 2015 | Rhina: Einwohnerzahlen von 1834 bis 2015 | Rhina: Einwohnerzahlen von 1834 bis 2015 | Rhina: Einwohnerzahlen von 1834 bis 2015 | Rhina: Einwohnerzahlen von 1834 bis 2015 |
| --- | ---------------------------------------- | ---------------------------------------- | ---------------------------------------- | ---------------------------------------- |
| Jahr |                                          |                                          |                                          | Einwohner                                |
| 1834 | 1834                                     |                                          | 569                                      | 569                                      |
| 1840 | 1840                                     |                                          | 624                                      | 624                                      |
| 1846 | 1846                                     |                                          | 630                                      | 630                                      |
| 1852 | 1852                                     |                                          | 625                                      | 625                                      |
| 1858 | 1858                                     |                                          | 598                                      | 598                                      |
| 1864 | 1864                                     |                                          | 651                                      | 651                                      |
| 1871 | 1871                                     |                                          | 595                                      | 595                                      |
| 1875 | 1875                                     |                                          | 594                                      | 594                                      |
| 1885 | 1885                                     |                                          | 563                                      | 563                                      |
| 1895 | 1895                                     |                                          | 569                                      | 569                                      |
| 1905 | 1905                                     |                                          | 584                                      | 584                                      |
| 1910 | 1910                                     |                                          | 554                                      | 554                                      |
| 1925 | 1925                                     |                                          | 528                                      | 528                                      |
| 1939 | 1939                                     |                                          | 531                                      | 531                                      |
| 1946 | 1946                                     |                                          | 612                                      | 612                                      |
| 1950 | 1950                                     |                                          | 645                                      | 645                                      |
| 1956 | 1956                                     |                                          | 524                                      | 524                                      |
| 1961 | 1961                                     |                                          | 502                                      | 502                                      |
| 1967 | 1967                                     |                                          | 438                                      | 438                                      |
| 1970 | 1970                                     |                                          | 443                                      | 443                                      |
| 1980 | 1980                                     |                                          | ?                                        | ?                                        |
| 1990 | 1990                                     |                                          | ?                                        | ?                                        |
| 2000 | 2000                                     |                                          | ?                                        | ?                                        |
| 2011 | 2011                                     |                                          | 459                                      | 459                                      |
| 2015 | 2015                                     |                                          | 476                                      | 476                                      |
| Datenquelle: Historisches Gemeindeverzeichnis für Hessen: Die Bevölkerung der Gemeinden 1834 bis 1967. Wiesbaden: Hessisches Statistisches Landesamt, 1968. Weitere Quellen: LAGIS; Gemeinde Haunetal; Zensus 2011 |                                          |                                          |                                          |                                          |

### Religion

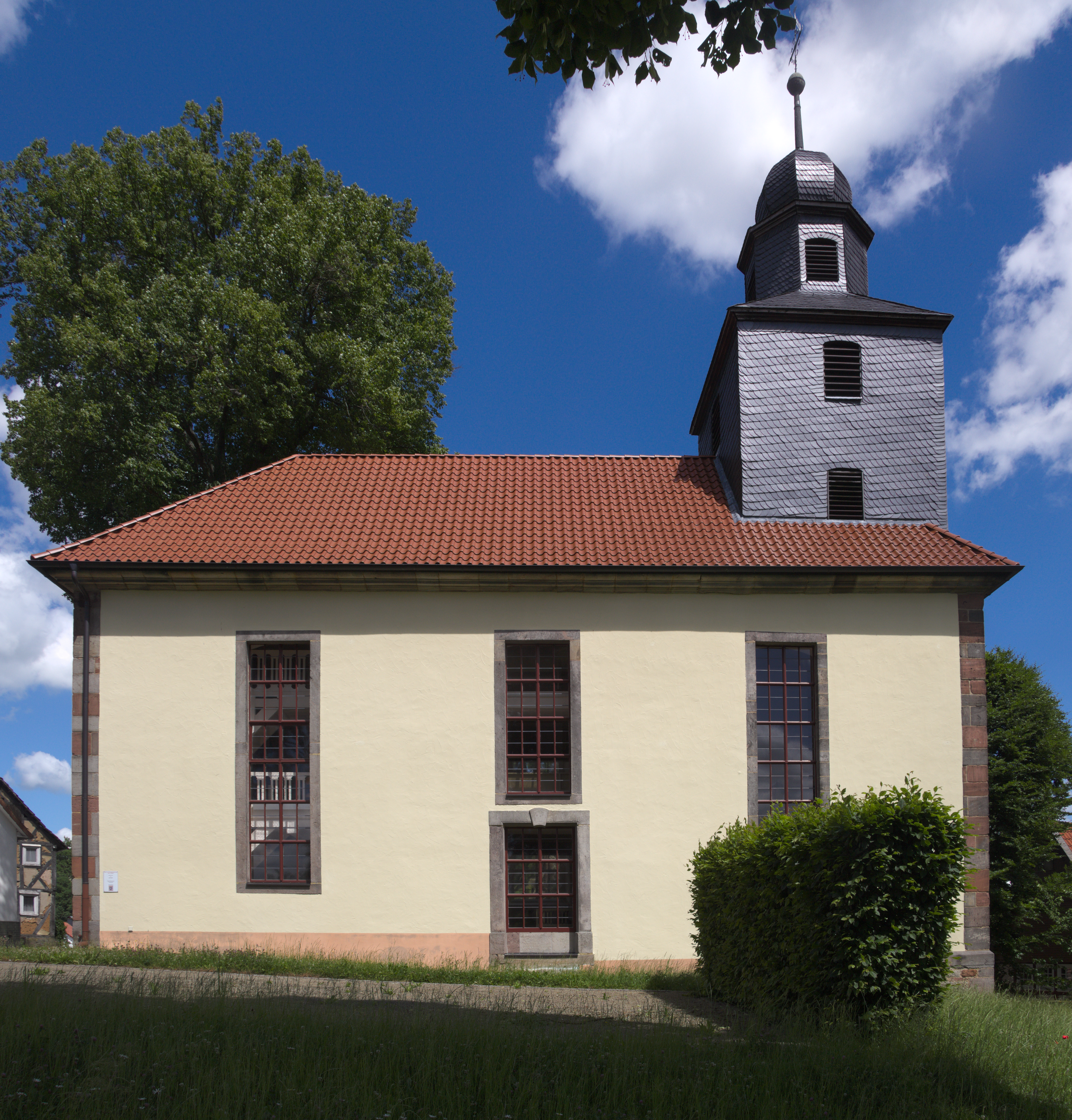
Die Evangelische Kirche

Die aus dem Jahre 1814 stammende evangelische Kirche gehört zur Kirchengemeinde Wehrda-Rhina im Kirchenkreis Hersfeld-Rotenburg der Evangelischen Kirche von Kurhessen-Waldeck.
Historische Religionszugehörigkeit
| • 1885: | 248 evangelische (= 44,05 %), ein katholischer (= 0,18 %), 314 jüdische (= 55,77 %) Einwohner |
| • 1961: | 406 evangelische (= 80,88 %), 64 katholische (= 12,75 %) Einwohner                            |

## Politik
Für Rhina besteht ein Ortsbezirk (Gebiete der ehemaligen Gemeinde Rhina) mit Ortsbeirat und Ortsvorsteher nach der Hessischen Gemeindeordnung. Der Ortsbeirat besteht aus sieben Mitgliedern. Bei den Kommunalwahlen in Hessen 2021 betrug die Wahlbeteiligung zum Ortsbeirat 63,25 %. Alle Kandidaten gehören der „Bürgerliste Rhina“ an. Der Ortsbeirat wählte Thorsten Nuhn zum Ortsvorsteher.

## Sehenswürdigkeiten
Für die unter Denkmalschutz stehenden Objekte im Ort, siehe die Liste der Kulturdenkmäler in Rhina.

## Persönlichkeiten
- Jakob Nussbaum (* 8. Januar 1873 in Rhina; † 19. Dezember 1936 in Kinnereth/Israel), Maler und Graphiker
- Leopold Katzenstein (* 23. Juli 1843 in Rhina; † 3. Dezember 1915 in New York City), Marinearchitekt und Marineingenieur